# Passzív dohányzás

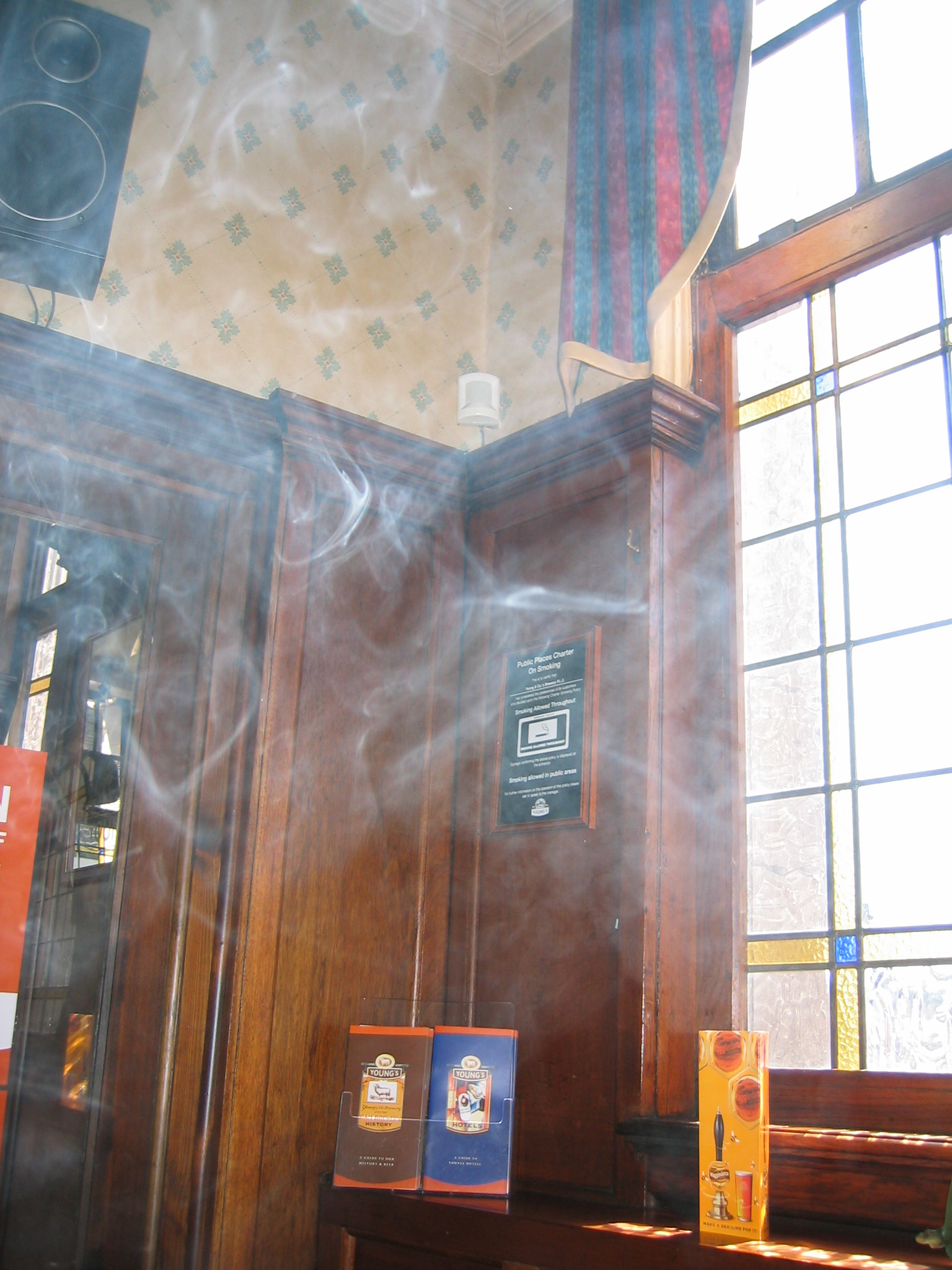
Dohányfüst egy kocsmában

Passzív dohányzásról akkor beszélhetünk, ha valaki dohányfüstöt lélegez be, de nem ő dohányzik. Ez esetenként sokkal károsabb lehet, mint az aktív dohányzás. 
A tudományos bizonyítékok azt mutatják, hogy a dohányfüstben tartózkodás halált, betegséget és rokkantságot okoz. Összefüggés mutatható ki a passzív dohányzás és a szív- és érrendszeri betegségek, a szívinfarktus és az érelmeszesedés kialakulása között. A passzív dohányzás tönkreteszi az ereket, amelyek így elveszítik tágulási képességüket, valamint könnyebben léphetnek föl véralvadási zavarok.
A passzív dohányzás következményei miatt a dohányzást Magyarországon is betiltották az éttermekben, a bárokban és a night klubokban, ahogy több más országban is.